# Patrick Harvie
Patrick Harvie, né le 18 mars 1973 à Dunbartonshire, est un homme politique écossais, membre du Parti vert écossais dont il est le co-leader depuis 2008.
Il est membre du Parlement écossais (député de la région de Glasgow). Il y a été élu en 2003, puis réélu en 2007, 2011, 2016 et 2021.

## Biographie
Harvie est allé à l'Académie de Dumbarton Academy entre 1984-1991 puis a fréquenté l'Université métropolitaine de Manchester où il a été brièvement membre du parti travailliste. De 1997 à son élection en 2003, Harvie a travaillé au sein du projet des hommes gays pour l'organisation de santé sexuelle PHACE Ecosse (actuellement membre du Terrence Higgins Trust) d'abord en tant que travailleur de jeunesse et plus tard pour la Commission de la santé du Lanarkshire. Bien que son travail ait principalement concerné la prévention du VIH, Harvie a également participé à des campagnes pour l'égalité. Pendant cette période, il a été actif dans la campagne pour abroger l'article 2A de la loi sur l'administration locale, plus communément connu sous le nom Section 28. Cette campagne a été un succès et Harvie a déclaré que cette expérience l'avait incité à s'engager plus activement à la politique, ce qui a débouché dans son adhésion au Parti vert écossais.

## Membre du Parlement écossais
Au parlement écossais, Harvie a attiré l'attention à la fois sur des questions fortement associés aux Verts, comme la campagne contre l'extension de l'autoroute M74 à Glasgow ainsi que sur des questions plus « traditionnelles » telles que l'opposition au projet de loi sur les cartes d'identité.
Il a rapidement causé une certaine controverse en proposant une législation de partenariat civil au Parlement écossais. Bien que ce projet de loi ait finalement été traitée à Westminster pour couvrir l'ensemble du Royaume-Uni, les propositions écossaises particulières ont contribué à stimuler un certain débat public en Écosse, à la fois sur la question des relations entre personnes du même sexe et sur le processus connu sous le nom de motion de consentement préalable (en) par lequel le Parlement écossais permet à Westminster de légiférer pour l'ensemble du Royaume-Uni.
Harvie a été membre de la commission de la gouvernance locale et des communautés du Parlement écossais tout au long de la législature 2003-2007. Par le biais de cette commission, il a travaillé sur les projets de loi sur le comportement anti-social, les organismes de bienfaisance et le projet de loi sur le logement, ainsi que sur les questions des sans-abris, de la dette, du système de planification et des normes de construction. En 2004, Harvie a reçu la distinction du « One to watch » lors de l'événement annuel du Politicien écossais de l'année (en). Outre les questions des Communautés, Harvie s'est chargé de celles de la Justice pour les Verts et a été actif sur un certain nombre de questions de libertés civiles. Il a également été l'animateur du groupe Party Cross (CPG) sur les droits de l'homme, et a aidé à éditer un guide clinique pratique fonder sur la santé sexuelle.
Après la performance décevante des Verts à l'élection de 2007, Harvie a été réélu mais avec moins de voix. L'arithmétique parlementaire serrée et une relation constructive avec le Parti national écossais ont conduit à un accord de coopération entre les Verts et le SNP. En vertu de celle-ci, Harvie a été nommé à la tête de la commission Transport, Infrastructure et Changements climatiques du Parlement écossais.

## Mandats

### Mandats en cours
- Député de la région Glasgow au parlement écossais (depuis 2003)
- Co-leader, du parti vert écossais (depuis 2008)
- Ministre des bâtiments zéro carbone, des déplacements actifs et des droits des locataires (depuis 2021)

### Mandats passés
- Porte-parole du parti vert pour la justice et les communautés (2003-2005)
- Porte-parole du parti vert pour la justice, les communautés, l'Europe et les affaires constitutionnelles (2005-2007)
- Coordinateur de la commission du transport, de l'infrastructure et du climat (2007-2011)

## Divers
Harvie est un associé honoraire de la National Secular Society, vice-président honoraire de l'Association Gays et Lesbiennes Humanistes et parrain de Parents Enquiry Scotland (en). Il est membre du conseil du Glasgay! Festival (en) et membre de Greenpeace, des Amis de la Terre, du Réseau pour l'égalité (en), de Stonewall, d’Amnesty International, de la Société humaniste d'Écosse, de la Campaign for Real Ale et de la campagne contre le commerce des armes. De 2003 à 2007, Harvie a écrit une chronique hebdomadaire dans l'édition écossaise du Big Issue (en).
Harvie est bisexuel et est le premier dirigeant ouvertement bisexuel d’un parti en Écosse et au Royaume-Uni. 
Il a également été candidat à l'élection du recteur de l'Université de Glasgow en février 2008.
Harvie est un défenseur de l'Open Source et des logiciels libres ainsi qu'un utilisateur de Linux. Son utilisation de Twitter lors d'un dîner politique important a attiré beaucoup de commentaires des médias.